# Bistum Moulins
Das Bistum Moulins (lateinisch Dioecesis Molinensis, französisch Diocèse de Moulins) ist eine in Frankreich gelegene römisch-katholische Diözese mit Sitz in Moulins.

## Geschichte
Das Bistum Moulins wurde am 27. Juli 1817 durch Papst Pius VII. aus Gebietsabtretungen des Bistums Autun errichtet und dem Erzbistum Sens als Suffraganbistum unterstellt. Am 16. Dezember 2002 wurde das Bistum Moulins dem Erzbistum Clermont als Suffraganbistum unterstellt.

## Bischöfe von Moulins
- Antoine de La Grange de Pons, 1822–1849
- Pierre de Dreux-Brézé, 1849–1893
- Auguste-René Dubourg, 1893–1906 (dann Erzbischof von Rennes und Kardinal)
- Emile Lobbedey, 1906–1911 (dann Bischof von Arras)
- Jean Penon, 1911–1926
- Jean Gonon, 1926–1942
- Georges Jacquin, 1942–1956
- Francis-Albert Bougon, 1956–1975
- André Quélen, 1975–1998
- Philippe Barbarin, 1998–2002 (dann Erzbischof von Lyon und Kardinal)
- Pascal Roland, 2003–2012 (dann Bischof von Belley-Ars)
- Laurent Percerou, 2013–2020 (dann Bischof von Nantes)
- Marc Beaumont seit 2021

## Weblinks

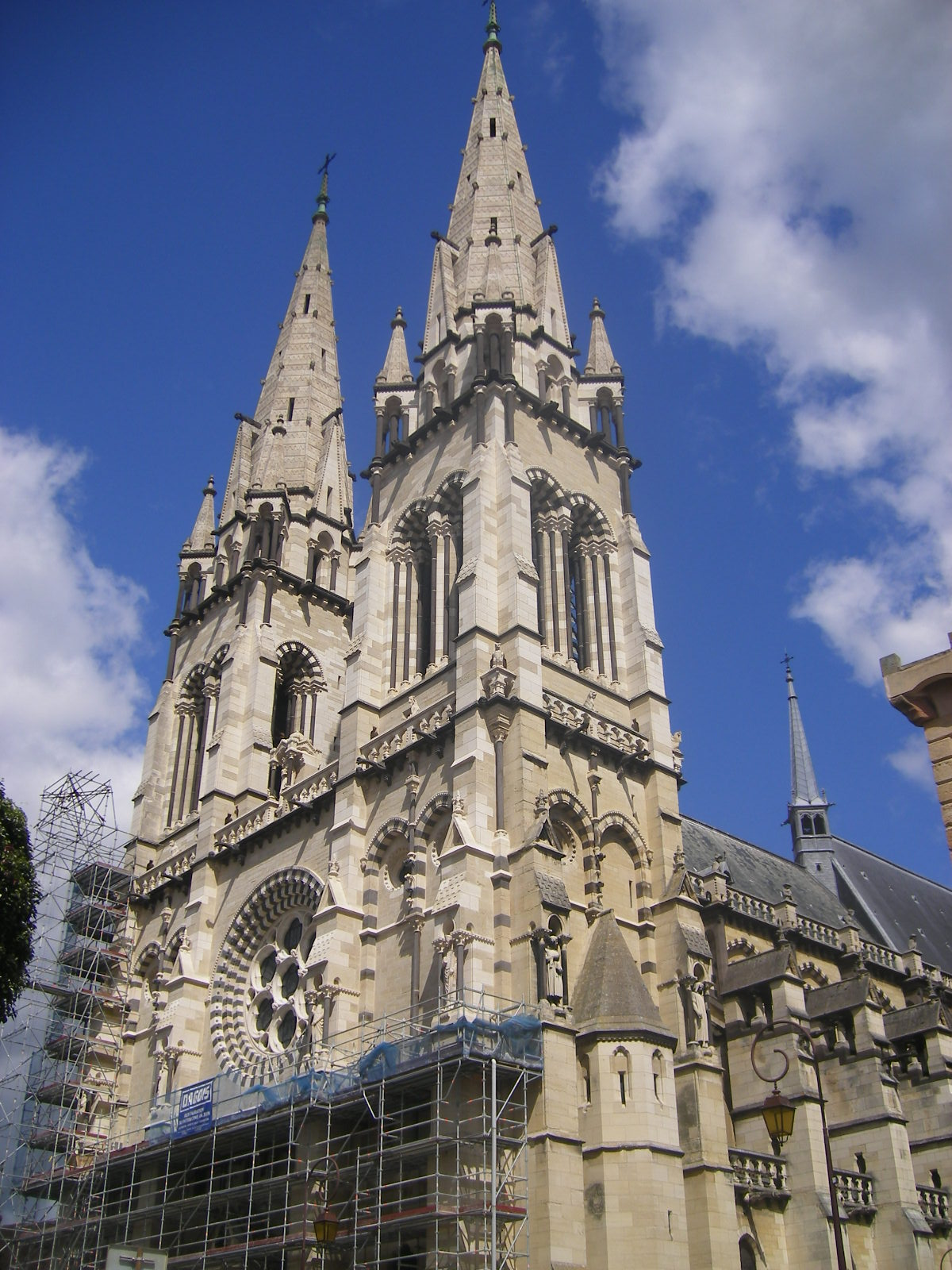
Kathedrale Notre-Dame in Moulins